# Giuseppe Aprea
Giuseppe Aprea (Napoli, 19 gennaio 1876 – Napoli, 9 dicembre 1946) è stato un pittore italiano.

## Biografia
Fu allievo di Filippo Palizzi e Domenico Morelli presso l'Istituto di Belle Arti di Napoli. L'influenza dei maestri sull'opera di Aprea sarebbe stata profonda e duratura, "estendendosi ben oltre gli esordi come un filo continuo, talvolta sotterraneo ma spesso riaffiorante nonostante le frequenti esplorazioni da parte dell'artista di territori espressivi più moderni". Fra il 1901 e il 1902, collaborò con Raffaele Armenise alla decorazione del Teatro Petruzzelli di Bari il quale andò distrutto da un incendio il 26 ottobre 1991. 
Nel 1902 vinse a Napoli il Pensionato Artistico Nazionale; sposatosi, si trasferì per un qualche tempo a Roma, dove studiò i monumenti antichi. Grazie alla borsa di studio del Pensionato, si stabilì quindi a Parigi fra il 1905 e il 1906, per poi compiere altri viaggi di studio in Spagna, Germania, Paesi Bassi. Disegni e piccoli dipinti dal vero, raffiguranti scene urbane di strada e di vita notturna, vedute di monumenti, paesaggi, costumi locali, costellarono questi viaggi giovanili. "Nei tagli visivi decentrati di alcuni dipinti di questo periodo, come ad esempio "Il faro di Marken*, si percepisce l'influenza della fotografia, mezzo al quale l'artista si era interessato fin dall'ultimo scorcio dell’Ottocento, in coincidenza del suo incontro con il futuro suocero e fotografo dilettante Giovanni Carignani".
Nella contemporanea produzione grafica, in cui Aprea eccelse, emerse forse la vena più inventiva: ad esempio, "in alcune veloci impressioni spagnole, dal tratto ironico e deformante di memoria goyesca e lautrecchiana, e in alcuni disegni realizzati in Olanda, dove si avverte l'influenza dell'illustrazione e della cartellonistica di inizio Novecento". Concluso il Pensionato nel 1906, nello stesso anno ottenne la cattedra di disegno aggiunto all'Accademia di belle arti di Napoli. La sua attività espositiva si intensificò: fu presente alla prima Esposizione Giovanile di Napoli, nel 1909, con il paesaggio di intonazione macchiaiola "Una strada a Siviglia". 
Dal 1911 espose spesso alle mostre della Promotrice “Salvator Rosa”; prese parte nel 1915 alla prima Esposizione Nazionale del Comitato del Rinascimento Artistico Meridionale e nel 1921 alla prima Biennale napoletana.  Nel 1927 perse la cattedra all'Accademia a causa di un suo allontanamento da Napoli. Tra la fine degli anni Venti e gli anni Trenta compì due viaggi a Tunisi, dove si era trasferito da tempo il figlio Tito Aprea, pianista, compositore e direttore del locale "Istituto Verdi": questi viaggi furono all'origine di una ricca produzione di soggetto orientalista che presentò alle mostre del Sindacato Fascista. Come ritrattista, ricevette in quegli anni commissioni ufficiali di prestigio, da parte di Mussolini, Vittorio Emanuele III e del Bey di Tunisi. 
Diventato negli anni Trenta professore alla Scuola di Incisione del Corallo di Torre del Greco, venne brevemente reintegrato all'Accademia come assistente presso la cattedra di incisione, per rompere definitivamente, di lì a poco, i suoi contatti con l'ambiente accademico a causa di disaccordi col direttore dell'istituto, Carlo Siviero. L'ultima mostra importante a cui partecipò fu la Quadriennale romana del 1943. Nel 1977 la galleria La Barcaccia di Napoli gli ha dedicato un'ampia mostra retrospettiva.